# Occident (Mexique)
- Occident mexicain.

Occident mexicain.

L’Occident est, dans la géographie et l’histoire du Mexique, une région formée par les États mexicains de Nayarit, Jalisco, Colima et Michoacán. Elle s'étend sur une partie des plaines mexicaines de la côte de l'océan Pacifique, sur la partie sud de la Sierra Madre occidentale, sur la partie ouest de l'axe volcanique transversal mexicain, sur la vallée du fleuve Balsas, sur la partie nord de la Sierra Madre del Sur, et sur le sud-ouest du plateau central mexicain.